# Leptoderma retropinna
Leptoderma retropinna är en fiskart som beskrevs av Fowler, 1943. Leptoderma retropinna ingår i släktet Leptoderma och familjen Alepocephalidae. Inga underarter finns listade i Catalogue of Life.